# Coupe de Suisse de football 1932-1933
Navigation
Édition précédente Édition suivante
La Coupe de Suisse 1932-1933 est la huitième édition de la Coupe de Suisse, elle débute le 30 août 1932 et s'achève le 9 avril 1933 avec la victoire du FC Bâle qui remporte son premier titre.

## Compétition

### Quarts de finale
Les quarts de finale ont lieu le 5 février 1933.
| Équipe 1                | Résultat | Équipe 2            |
| ----------------------- | -------- | ------------------- |
| FC Bâle                 | 4 – 2    | FC Lugano           |
| Grasshopper Club Zurich | 5 - 0    | FC Zurich           |
| Lausanne                | 6 - 1    | Urania Genève Sport |
| Young Boys              | 4 - 2    | Étoile Carouge      |

### Demi-finales
Les demi-finales ont lieu le 5 mars 1933
| Équipe 1                | Résultat | Équipe 2   |
| ----------------------- | -------- | ---------- |
| FC Bâle                 | 5 - 3    | Lausanne   |
| Grasshopper Club Zurich | 3 - 1    | Young Boys |

### Finale
| 9 avril 1933 | FC Bâle | 4 - 3   | Grasshopper Club Zurich | Stade du Hardturm, Zurich |                      |
|              |         | (2 - 1) |                         | Spectateurs : 15 000      | Spectateurs : 15 000 |